# Montezuma II
Montezuma II Xocoyotzin (również Moctezuma II, Motekosoma, Motecuhzoma lub Moteuczoma) (ur. 1466, zm. 30 czerwca 1520) – ostatni przed przybyciem Hiszpanów tlatoani (władca) Azteków w latach 1502–1520; syn Axayacatla, brat Cuitláhuaca.
Montezuma, uznawany za władcę absolutnego, był imperatorem Azteków u szczytu potęgi miasta-państwa Tenochtitlán. Za jego panowania utrwalone zostały dotychczasowe podboje Azteków. W r. 1519 doszło do jego pierwszego kontaktu z Hernánem Cortésem. Sześć dni po spotkaniu nieprowokowani Hiszpanie zaatakowali go i uwięzili we własnym domu. Niedługo później w trakcie wojny jaka nastąpiła zmarł w nieznanych okolicznościach. Następstwem jego śmierci był upadek Tenochtitlánu w roku następnym, skutkiem zaś obu tych wydarzeń był szybki podbój całej Mezoameryki, który doprowadził zwłaszcza do upadku kultury i sztuki w tym rejonie.

## Imię
Motecuhzoma lub Moteuczoma jest oryginalną nazwą w języku azteckim (nahuatl), wymawiana [mo.teːkʷ.ˈsuː.ma] z czterema sylabami. Znaczy ona: „ten, który staje się władcą poprzez wściekłość, szał”. Imię to pochodzi od mo, zaimka dzierżawczego trzeciej osoby, tecuhtli, „pan/władca” i zoma, „zły” lub „z groźną twarzą”. Azteckie kroniki nazywały go Motecuhzoma Xocoyotzin, [ʃo.ko.ˈjo.ʦin] co znaczy „odznaczony/wyróżniony młodzieniec” i zapewne pochodzi od xocoyotl – „ten młody/młodzieniec” lub „junior”. W literaturze zachodnioeuropejskiej preferuje się imię Moctezuma, natomiast w Polsce powszechnie przyjęta jest starsza, hiszpańska interpretacja tego imienia, mianowicie Montezuma.
Użycie numeracji jest istotne ze względu na współczesne rozróżnienie z pierwszym Montezumą znanym jako Montezuma I. Nazywany on był w nahuatl Moctecuhzoma Ilhuicamina  lub Huehuemotecuhzoma, tzn. Stary Montezuma.

## Montezuma jako władca Tenochtitlánu
Montezuma II, następca Ahuítzotla (1486–1502), był władcą miasta-państwa Tenochtitlán. Wstąpił na tron w roku 1502 w wieku 35 lat. Legenda mówi, że nie chciał być tlatoani. Zanim zasiadł na tronie, był sławnym człowiekiem, generałem armii i najwyższym kapłanem. Był kapłanem i głową Calmecac, szkoły dla wyższych klas. Jego usposobienie było bardziej zbliżone do uczonego (tlatimine), niż wojownika. Codex Mendoza opisuje go jako: „uczonego, astrologa, filozofa i biegłego we wszystkich sztukach”. Od początku Montezuma nie pozwolił, by otaczający go ludzie mieli wpływ na jego osobowość i przekonania. Odsunął większość dotychczasowych wyższych urzędników, zastąpił ich swoimi wychowankami i kontynuował ich nauczanie, jak gdyby nadal byli jego uczniami.
Montezuma miał w swym ręku zwierzchnią władzę wykonawczą, wojskową, duchową (religijną) i sądowniczą. Teoretycznie można by go więc uznać za władcę absolutnego, ale faktycznie tak nie było. Ludzie z otaczającego go dworu, doradcy, a zwłaszcza rada calpullis i wyżsi wojskowi, mieli sporo do powiedzenia. W praktyce rządy sprawował on przez radę trzech, składającą się z głównego dowódcy, noszącego tytuł Kobiety Węża, najwyższego kapłana i władcy miasta.

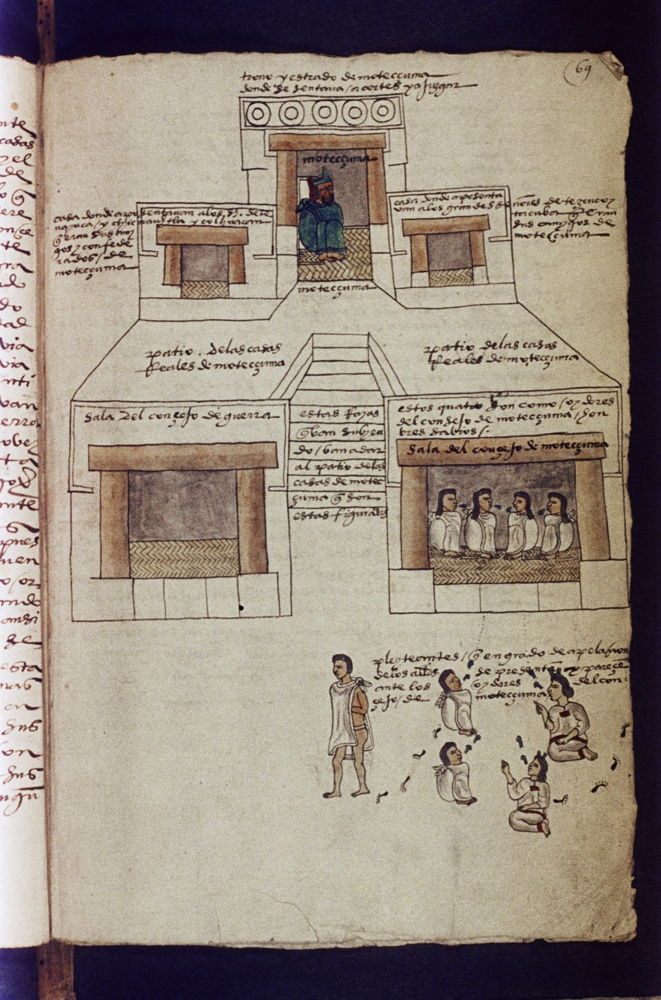
Schematyczne przedstawienie pałacu Montezumy II. Ilustracja z Kodeksu Mendoza. Zarówno ten tekst, jak i kilka innych potwierdza, że Montezuma nosił brodę, co było rzadkością wśród Azteków.

Pałac Montezumy, zbudowany na planie kwadratu o boku 200 m, był jednym z kilku znajdujących się w Tenochtitlánie. Składał się z budynków jedno- i dwupiętrowych, usytuowanych wśród ogrodów. Pałac stanowił prostą wielokrotność zwykłego domu mieszkalnego, lecz dodatkowo posiadał dziedziniec, basen i zwierzyniec. Jeszcze za czasów Tlacaelela (1397–1487) zbudowana została olbrzymia świątynia (Templo Mayor), ofiarowana jednemu z najważniejszych bóstw Azteków, Huitzilopochtli. Montezuma, jako najwyższy kapłan, w ramach tej świątyni stworzył wielką świątynię Coateocalli, poświęconą wszystkim bogom zdobytych przez Azteków miast.
Za czasów panowania Montezumy nie toczono już prawie wojen zdobywczych, ograniczając się do umacniania „imperium” i uśmierzania buntów (m.in. w rejonie Oaxaki). Jedynym wyjątkiem były trzy kolejne próby podbicia Tlaxcali, zakończone niepowodzeniem.
Około 1518 r. państwo Azteków wydawało się potężne, dominujące w Mezoameryce. W rzeczywistości sprawy miały się inaczej. Ośrodek „imperium” – Tenochtitlán – stał w istocie u szczytu potęgi, niepodzielnie władając większą częścią Doliny Meksyku i otaczających ją gór, lecz tylko jako miasto-państwo. Dalsi i bliżsi wasale, którzy tworzyli federacyjne „dominium azteckie”, od Texcoco po Oaxakę, czekali na okazję do zrzucenia obcego jarzma. Na wschodzie Tlaxcalanie, a na zachodzie Taraskowie zachowali niepodległość. Nic nie wskazywało ani na spójność polityczną „imperium”, ani na realne możliwości dalszej ekspansji.

## Znaki zapowiadające upadek
W wierzeniach mieszkańców Ameryki Środkowej świat zawsze znajdował się na granicy destrukcji pod koniec każdego 52-letniego cyklu kalendarzowego, zwanego wiązaniem lat; mieszkańcy ci wierzyli, że w tym czasie może nastąpić koniec świata.
Montezumę otaczał zespół astrologów, wieszczów i nekromantów, który starał się poprzez przepowiednie (interpretację znaków i symboli, obserwowanie zwiastunów, obliczenia) „zajrzeć” w przyszłość i zabezpieczyć się przed ewentualnymi niebezpieczeństwami. Nauka mówiła, że w przeszłości w niebiosach prowadzono walki i że może się to powtórzyć w pewne dni, które zaznaczano w kalendarzu. Wierzono, że jeden z najważniejszych bogów, Quetzalcoatl (Wąż Okryty Piórami), został wypędzony, wsiadł na tratwę i odpłynął na wschód, wygłaszając przepowiednię: „Powrócę w roku jednej trzciny i przywrócę swoje panowanie. Nastanie wtedy czas wielkiego cierpienia ludzi”. Przepowiadano więc jego powrót.

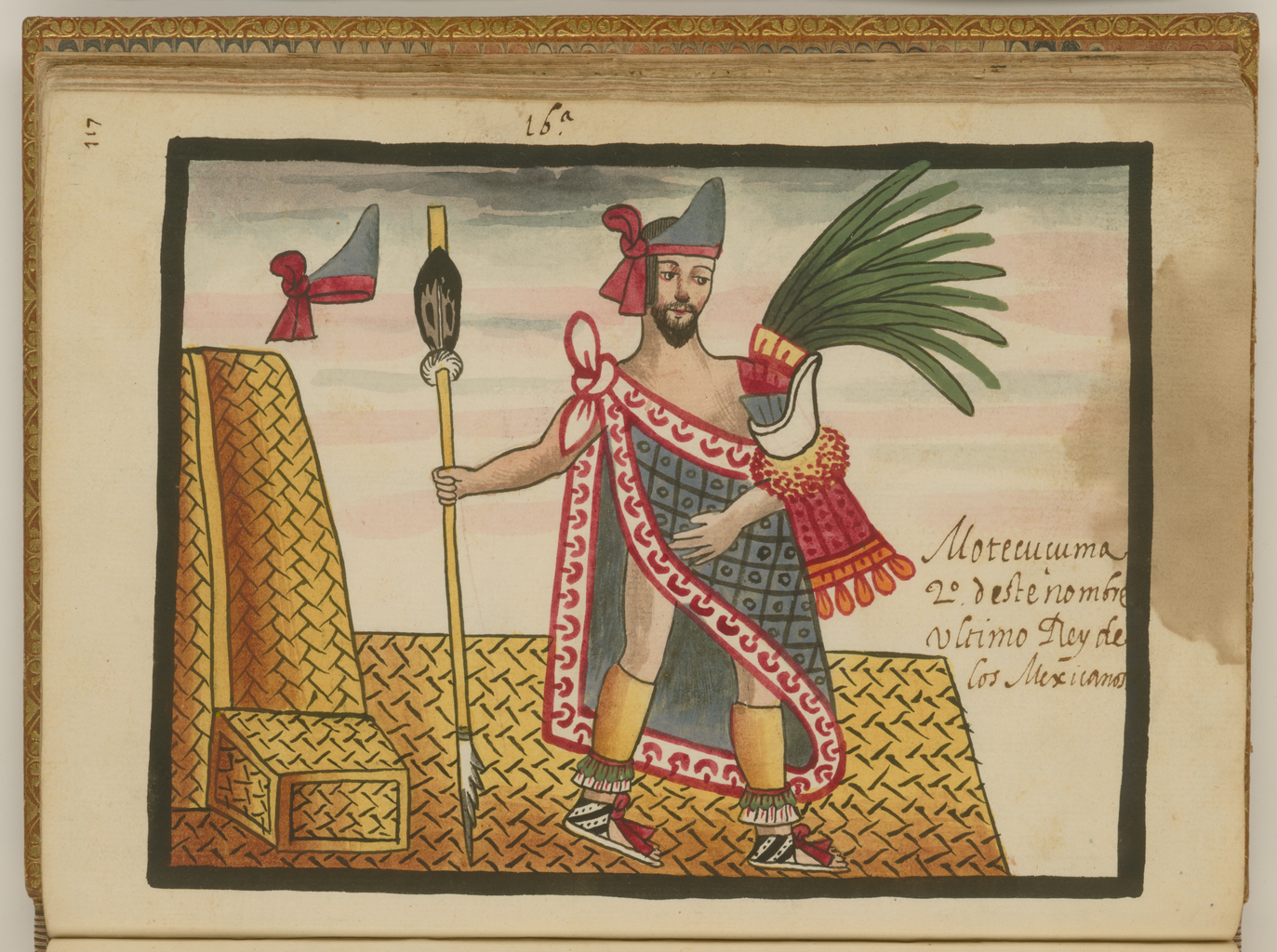
Montezuma według Kodeksu Ramirez z końca XVI wieku

Tradycja przekazała wygląd Quetzalcoatla, bardzo niezwykły w tych terenach: miał mieć białą skórę i czarną brodę. Rok jednej trzciny wypadał co 52 lata. Takimi latami były 1363, 1415 i 1467, ale w żadnym z nich Quetzalcoatl się nie pojawił. Następnym rokiem jednej trzciny miał być 1519. Montezuma i jego rada nie byli pewni, w jaki sposób bóg powróci, ale zgadywali, że skoro popłynął tratwą na wschód, to przybędzie na jakimś statku również z tamtego kierunku. Na dziesięć lat przed przybyciem hiszpańskich konkwistadorów zauważono osiem znaków, które pojawiły się w Tenochtitlánie:
1. Pojawienie się na niebie komety w ciągu dnia.
2. Pojawienie się na nocnym niebie słupa ognia.
3. Pożar w świątyni Huitzilopochtli.
4. Uderzenie pioruna w świątynię w Tzonmolco.
5. Wielka powódź w Tenochtitlánie.
6. Wielogłowi przybysze widziani w stolicy.
7. Lament kobiecy unoszący się nad miastem.
8. Złapanie przez kapłanów dziwnego ptaka, w którego lustrzanych oczach Montezuma miał ujrzeć lądowanie brodatych ludzi.

Znaki te odnotował franciszkański misjonarz Bernardino de Sahagún (1499-1590), a zapowiadały one, według Azteków, nadchodzącą klęskę.

## Kontakty z Hiszpanami

### Lądowanie Cortésa-Quetzalcoatla
W rezultacie pojawienia się tych znaków Montezuma nakazał, aby na całej długości Zatoki Meksykańskiej wypatrywano boga (Quetzalcoatla), którego się spodziewał. W maju 1518 roku władca Azteków otrzymał pierwsze doniesienia o lądowaniu obcych w pobliżu Tabasco na wschodnim wybrzeżu jego królestwa. Była to flota Juana de Grijalvy, który przypłynął z Kuby i nawiązał kontakt z Majami, a wysłannikom Montezumy przekazał, że Hiszpanie powrócą w następnym roku (czyli w roku jednej trzciny). Tak też się stało. 

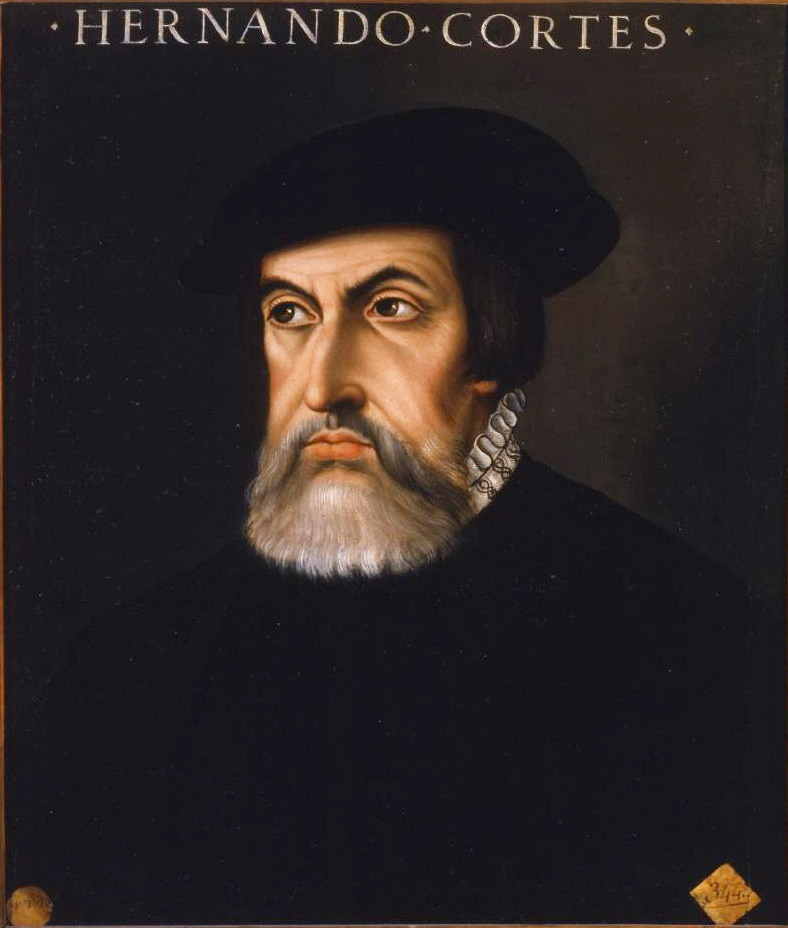
Hernán (Fernando) Cortés (1485 – 1547)

 Na czele kolejnej wyprawy, którą wysłał pierwszy gubernator Kuby, Diego Velázquez de Cuéllar, stanął Hernán Cortés. Wyprawa składała się z 11 okrętów, na których pokładach było 109 marynarzy i 508 żołnierzy.
Zbiegiem okoliczności było to, że Cortés zszedł na ląd w dniu, w którym oczekiwano przybycia Quetzalcoatla, w Wielki Piątek 22 kwietnia 1519 r. Poza tym miał on kapelusz przypominający ten, który podobno nosił Quetzalcoatl i czarny strój (ze względu na Wielki Piątek), co stanowiło kolejny zbieg okoliczności – na obrazkach w księgach magicznych odzienie Quetzalcoatla było czarne. Po zejściu na ląd Cortés nakazał zniszczenie wszystkich statków z wyjątkiem jednego. Było to ryzykowne, lecz sprytne posunięcie, ponieważ odcinało drogę ucieczki. Żołnierze jednak mieli świadomość, że nie mają odwrotu – musieli zwyciężyć przeciwnika lub zginąć w walce.
Według azteckich źródeł zapisanych przez de Sahagún, Montezuma wysłał posłańców z insygniami Quetzalcoatla: maską w formie wijącego się węża, wyłożoną turkusową mozaiką (na której umocowana była korona z długich, zielonych piór kwezali), płaszczem i mitrą. Przybysza przyodziano w strój boga. Cortésowi wręczono ponadto setki cennych przedmiotów, z których najcenniejsze to dwa okrągłe kalendarze wielkości koła od wozu, złoty i srebrny, bogato rzeźbione w znaki astrologiczne (Cortés przekazał tę kolekcję królowi Hiszpanii Karolowi V, a w r. 1590 trafiła ona do Wiednia; korona, eksponowana dziś w wiedeńskim Muzeum Etnograficznym, jest uważana w Meksyku za skarb narodowy i symbol walki o zachowanie dziedzictwa kulturowego, a władze tego kraju domagają się jej zwrotu). Cortés przekazał poprzez posłańców dary dla Montezumy. Posłańcom towarzyszyła grupa kapłanów i zaklinaczy, których zadaniem było odwieść Cortésa od podróży do Tenochtitlánu. Urok złota był jednak dla Hiszpanów nieodparty i Cortés zdecydował się pójść do stolicy.
Podczas swej podróży, zaczętej 16 sierpnia 1519 r., Cortés przybył do Tlaxcala, regionu Totonaków. Tlaxcala było konfederacją miast, które nie zostały zajęte przez Azteków, w zamian jednak za płacenie wysokiego trybutu oraz dostarczanie młodych chłopców i dziewcząt na ofiary rytualne do Tenochtitlánu. Cortés, dowiedziawszy się o tych faktach, umiejętnie wykorzystał zastaną sytuację, a w efekcie jego manipulacji przywódcy Totonaków zdecydowali się zostać sojusznikami Hiszpanów i dołączyli do niego w jego podróży do Tenochtitlánu.
Bardzo pomocną w porozumiewaniu się z tubylcami była tłumaczka i towarzyszka życia Cortésa, Malintzin, córka dygnitarza sprzedana do niewoli w Tabasco. Znała ona język nahuatl (używany w imperium Azteków) oraz język Majów, a z czasem poznała również hiszpański.

### Masakra w Choluli
Z Tlaxcali Cortés udał się na czele jednostek hiszpańskich i sojuszniczych do Choluli, dużego miasta targowego, które podlegało Montezumie. W mieście tym – jak twierdzili nowi alianci tlaxcańscy – Montezuma nakazał mieszkańcom Choluli zrobienie zasadzki i zgładzenie Hiszpanów. Trudno powiedzieć, czy rzeczywiście zawiązał się jakiś spisek, mający na celu zgładzenie najeźdźców, natomiast Cortés dał brutalny pokaz siły, aby zmusić starszyznę państewek indiańskich i samego Montezumę do przyjęcia przez nich protekcji hiszpańskiej. Na kacyków i wyższych dowódców wojskowych Choluli zastawiono pułapkę: przyjęcie, na które zostali zaproszeni, zakończyło się krwawą masakrą. Zamordowano nie tylko przedstawicieli starszyzny, lecz również zwykłych mieszkańców miasta. Poległo co najmniej kilkaset osób (azteckie źródła mówią nawet o pięciu tysiącach ofiar), a miasto doszczętnie splądrowano.

### Spotkanie Montezumy z Cortésem
Masakra w Choluli z pewnością dopomogła Cortésowi w podboju Tenochtitlánu. Wieść o sile, brutalności i bezwzględności Hiszpanów szybko dotarła na dwór Montezumy, który wysłał nowych posłów do Cortésa, zobowiązując się formalnie do płacenia mu trybutu, przekonywał też o trudach podróży i niewygodach pobytu w stolicy. Wszystko po to, by odwieść Hiszpana od kontynuowania wyprawy. Cortés jednak nie zmienił swojej decyzji i twardo zapowiadał wkroczenie do Tenochtitlánu, by złożyć Montezumie przyjacielską wizytę.

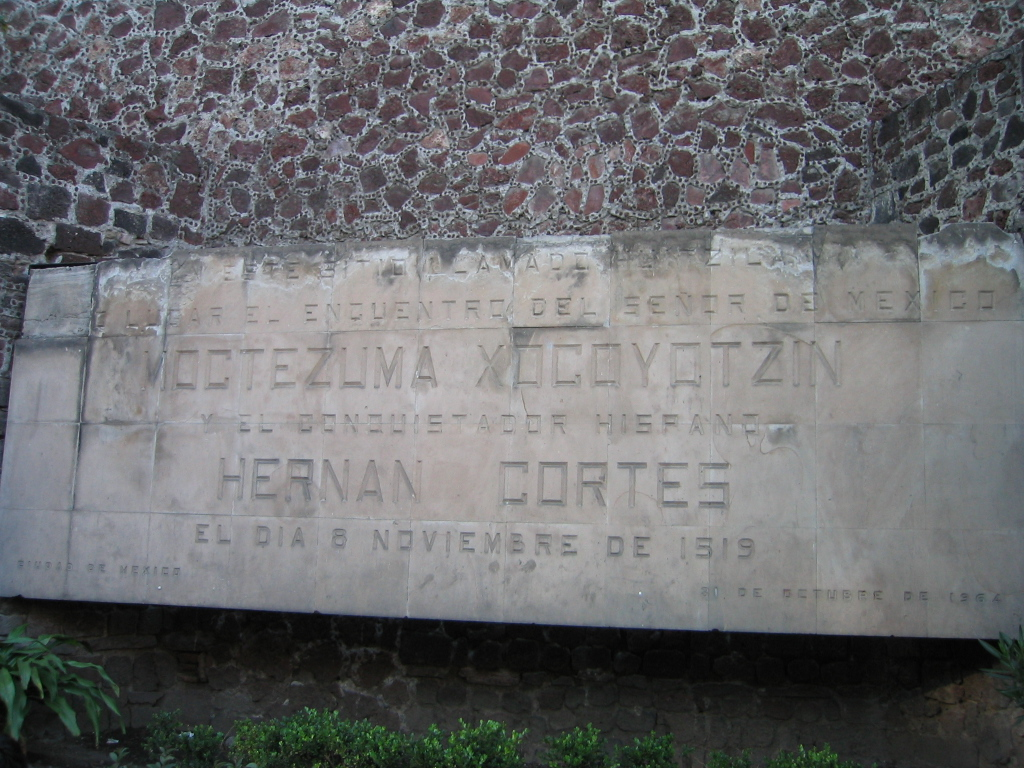
Tablica upamiętniająca miejsce spotkania Montezumy II z Cortésem 8.11.1519 r.

Za radą siostrzeńca Cacamy Montezuma przyjął Hiszpanów jako wysłanników równego sobie monarchy. 8 listopada 1519 r. wysłał starszyznę w otoczeniu oddziałów wojskowych, którzy witając Cortésa, towarzyszyli mu jako eskorta honorowa w drodze ku stolicy. U bram Tenochtitlánu niesiony w lektyce Montezuma uroczyście powitał hiszpańskiego wodza, wręczając mu kwiaty ze swojego ogrodu, co było największym zaszczytem, jaki mógł zaoferować. Wspólnie weszli do świątecznie udekorowanego miasta.
Rozmowy między Montezumą a Cortésem, wspomagane przez tłumaczkę Malintzin, trwały około tygodnia. Przez pierwsze kilka dni panowała w stolicy hiszpańsko-indiańska idylla. Cortésa z jego wszystkimi ludźmi i trzema tysiącami indiańskich sojuszników goszczono po królewsku w dawnym pałacu Axayacatla, a poddani Montezumy znosili żołnierzom hiszpańskim jedzenie, napoje i drogocenne prezenty.

### Koniec praktyk religijnych Azteków
Kiedy Cortés po raz pierwszy zobaczył komnatę ofiarną, rozkazał zaprzestać ofiar składanych z ludzi. Montezuma zastosował się do tego: krew ze świątyni została usunięta, a wizerunki bogów azteckich zostały zastąpione obrazami chrześcijańskimi. Trzeba tutaj zaznaczyć, że Montezuma nie był tchórzem – nie wzniósłby się do pozycji tlatoani, gdyby nie udowodnił odwagi – jednak w obecności Cortésa działał pod wpływem strachu. Zgodził się nawet na chrzest i ogłosił się poddanym króla hiszpańskiego, Karola V. Nie przyniosło to popularności Montezumie; wyższe klasy plemienne Azteków zdawały sobie sprawę, że przez takie poczynania zostały zdradzone ideały religii Quetzalcoatla.

### Masakra w Templo Mayor
Pomiędzy mieszkańcami Tenochtitlánu a przybyszami szybko doszło do wzajemnych nieporozumień i waśni, a nawet zabójstw. Jeden z lokalnych kacyków, Cuauhpopoca, kazał zabić kilku Hiszpanów. Jego czyn stanowił dla Cortésa dogodny pretekst do uwięzienia Montezumy. Traktowano go wprawdzie dobrze, lecz w mieście i okolicach wzrosły nastroje nieprzyjazne wobec Hiszpanów. Zawiązało się nawet sprzysiężenie przeciwko przybyszom, w którym uczestniczyli m.in. władcy Texcoco i Tlacopanu. Sprzysiężeniem kierował Cacama. Wszystkich przywódców spisku, mimo iż na polecenie Montezumy złożyli przysięgę na wierność Hiszpanii, Cortés kazał aresztować. Władca Tenochtitlánu, widząc, że sytuacja staje się coraz bardziej napięta, raz jeszcze poprosił hiszpańskiego przywódcę, by wycofał swe wojska i odpłynął. Ponownie ogłosił się wasalem Korony hiszpańskiej i zobowiązał do regularnego płacenia Hiszpanom trybutu. Cortés odrzucił wprawdzie prośbę, lecz niebawem, bo w maju 1520 r., został zmuszony udać się do Veracruz (miasta założonego w miejscu lądowania konkwistadorów), pozostawiając w Tenochtitlánie część swych żołnierzy pod wodzą Pedra de Alvarado.
Powodem wyjazdu Cortésa było przybycie do Veracruz silnej ekspedycji, którą dowodził Panfilo de Narvaez. Była to w rzeczywistości wyprawa karna zorganizowana przez Diego Velazqueza przeciw Cortésowi, któremu zarzucano samozwańcze postępowanie. Miano mu odebrać dowództwo, aresztować go i przywieźć na Kubę. Mimo liczebnej przewagi nowo przybyłych Cortés pokonał Narvaeza i większość jego żołnierzy wcielił do swej armii.
Tymczasem Alvarado, lękający się indiańskiego powstania i pragnący zagarnąć złoto od zgromadzonych masowo wiernych podczas uroczystego święta ku czci Tezcatlipoki, napadł ze swymi żołnierzami na Templo Mayor i wymordował kilkuset mieszkańców, w tym kobiety i dzieci. Wydarzenie to znane jest jako masakra w głównej świątyni. Przybliżoną liczbę zabitych szacowano na 350-1000 osób. Odpowiedzią na tę masakrę było żywiołowe powstanie ludności Tenochtitlánu. Powstańcy rozpoczęli oblężenie pałacu, w którym zamknęli się Hiszpanie. Trwały przygotowania do szturmu. Od zamiaru przeprowadzenia ostatecznego ataku odwiódł ich Montezuma; nie zaniechano jednak oblężenia.

### Śmierć Montezumy

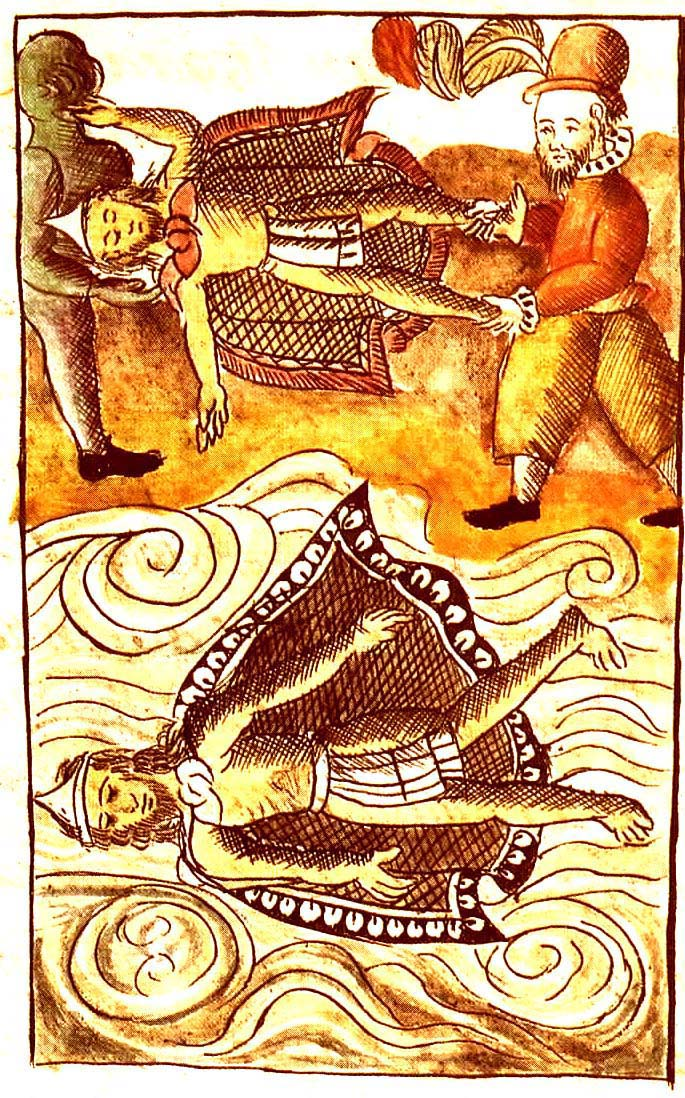
Hiszpanie wyrzucający ciała Montezumy i Itzquauhtzina według Kodeksu Florenckiego

25 czerwca 1520 r. Cortés powrócił do Tenochtitlánu wraz ze swym wojskiem. Zbuntowani Indianie nie chcieli jednak słyszeć o kapitulacji. Zgromadzenie szlachty i kapłanów okrzyknęło wodzem powstańców wyróżniającego się walecznością brata Montezumy, Cuitláhuaca, uwolnionego z rąk hiszpańskich. Pod naciskiem Cortésa – starając się uspokoić wzburzonych ludzi – Montezuma pojawił się na balkonie swojego pałacu, nawołując swych poddanych do podporządkowania się Hiszpanom. Indianie byli oburzeni współpracą swojego władcy z najeźdźcami i obrzucili go kamieniami oraz strzałami. Władca odniósł poważne rany, nic jednak nie wskórał, a w kilka dni później zmarł. Istnieją jednak różne relacje na temat tego, jak dokładnie zmarł. Według azteckich informatorów ojca de Sahagun, Alvarado na rozkaz Cortésa „udusił całą szlachtę, jaką pojmał”, w tym Montezumę (uduszenie należy tłumaczyć jako egzekucję przez uduszenie). Cortés natomiast ogłosił, że władca umarł zraniony kamieniem.

## Następstwa śmierci Montezumy

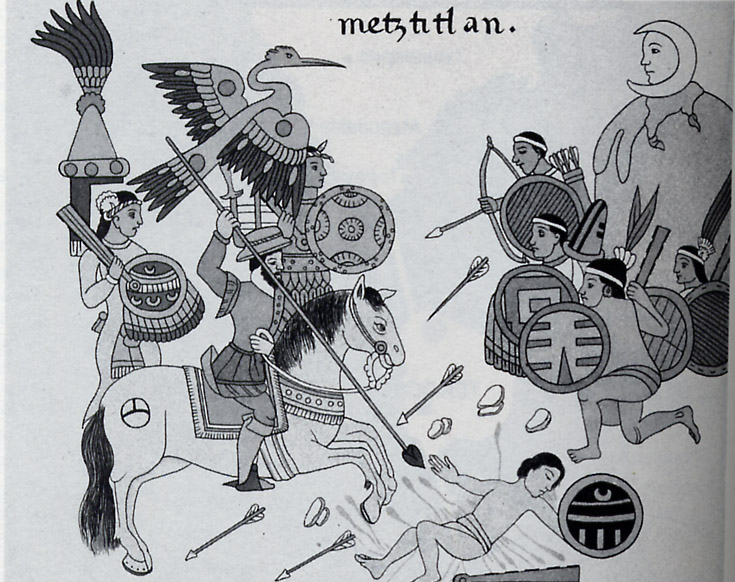
Bitwa o Tenochtitlán

Hiszpanie nieustannie napastowani przez powstańców nie byli w stanie utrzymać się w mieście. Wycofywali się groblą w kierunku Tlacopanu. Było to w nocy z 30 czerwca na 1 lipca, która przeszła do historii pod nazwą La Noche Triste (Smutna Noc). Obładowani łupami Hiszpanie atakowani byli na grobli, nacierali też na nich wojownicy indiańscy z łodzi operujących na jeziorze. Konkwistadorzy ponieśli ciężką klęskę. Z 1100 żołnierzy, którzy wycofywali się z Tenochtitlán, na brzeg jeziora przedostało się tylko 425 ludzi, część z nich odniosła rany. Zginęło też ponad 2 tys. Indian z oddziałów pozostających na służbie hiszpańskiej.
Powstańcy nie podjęli pościgu, co umożliwiło Hiszpanom odwrót do Tlaxcali. Wprawdzie wojska z Texcoco zastąpiły drogę Cortésowi pod Otumba, lecz zostały pokonane. Możliwości powstańców znacznie ograniczyła ospa zawleczona przez jednego z żołnierzy z ekspedycji Narvaeza. Epidemia zebrała w Tenochtitlánie obfite żniwo śmiertelne. Nastąpiła kilkumiesięczna przerwa w działaniach wojennych. Obie strony czyniły przygotowania do kolejnej fazy walk.

Cortés przygotował się do ostatecznej rozprawy z Tenochtitlánem w Tlaxcali. Żołnierze leczyli rany i odpoczywali, a ich dowódca zajął się organizacją, wyszkoleniem i zwiększeniem sojuszniczych indiańskich formacji zbrojnych. Za pomocą próśb i gróźb zwiększał stopniowo liczbę aliantów. W efekcie tego na początku 1521 r. Tenochtitlán został otoczony.

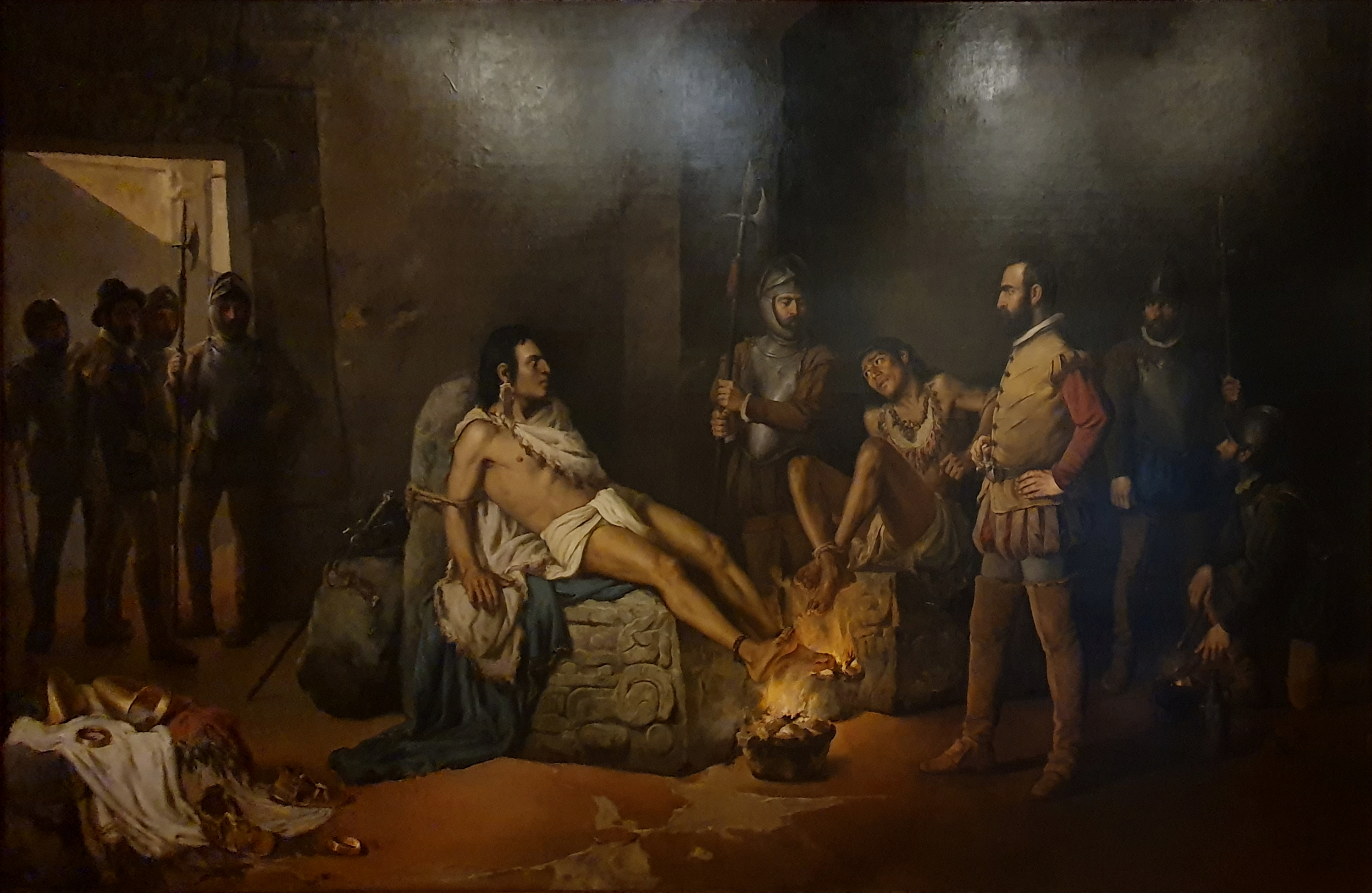
Cuauhtémoc torturowany przez Cortésa

 Walki rozpoczęły się po zablokowaniu miasta od strony lądu i jeziora pod koniec kwietnia i trwały do 13 sierpnia, kiedy to Cuauhtémoc, naczelny dowódca wojsk Tenochtitlánu, poddał się po bohaterskiej walce Cortésowi. Losy indiańskiej Mezoameryki zostały przypieczętowane.
Następcą Montezumy został jego brat Cuitláhuac, wybrany 7 września. Cuitláhuac zmarł w końcu października 1520 r. na ospę, a jego miejsce zajął w styczniu 1521 r. dotychczasowy dowódca, energiczny i odważny ulubieniec ludu, dwudziestopięcioletni Cuauhtémoc, zdecydowany obrońca niepodległości państwa Azteków. Ostatniego władcę Tenochtitlánu pojmano i do 1525 r. trzymano jako zakładnika, poddając okrutnym torturom, mającym sprawić, by wyjawił, gdzie jest ukryty mityczny skarb Montezumy.
Dziedziczką majątku Montezumy została jego córka Techichpotzin; na chrzcie otrzymała imię Isabel, miała pięciu mężów, w tym trzech Hiszpanów, z którymi miała siedmiu synów.

## Skutki śmierci Montezumy i upadku Tenochtitlánu

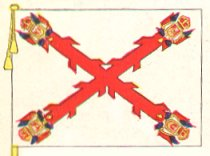
Flaga Nowej Hiszpanii

1. W 1522 r. na ziemiach podbitych przez konkwistadorów utworzono Nową Hiszpanię (Nueva España), późniejsze wicekrólestwo (1535). Na gruzach Tenochtitlánu zaczęto budować nowe hiszpańskie miasto Ciudad de México. Cortés otrzymał tytuł i godność gubernatora a zarazem kapitana generalnego, czyli namiestnika nowej części hiszpańskiego państwa, które uznano w Madrycie za najcenniejszy klejnot hiszpańskiej korony.
2. Do roku 1550, pomimo oporu i powstań, nastąpiło opanowanie głównych polityczno-wojskowych ośrodków Mezoameryki. Podbój nie byłby możliwy bez napływu „nowych konkwistadorów”, a wiązał się zarówno z wojną, opanowaniem olbrzymiego terytorium, jak i osadnictwem. W 1570 r. szacowano ludność hiszpańską i hiszpańskiego pochodzenia, zamieszkującą Nową Hiszpanię, na 60 tys. Powiększanie się terytorium Nowej Hiszpanii i terenów od niej administracyjnie zależnych trwało trzysta lat (Meksyk uzyskał niepodległość dopiero 24 sierpnia 1821 r.).
3. Wprowadzanie bez specjalnych trudności na terenach opanowanych przez konkwistadorów religii chrześcijańskiej (pierwsi misjonarze zaczęli przybywać z Hiszpanii od 1524 r.).
4. Prawie całkowite zniszczenie autochtonicznej kultury i sztuki, popierane przez przybyłych misjonarzy. Świątynie burzono, rzeźby rozbijano, magiczne traktaty, stanowiące skarbiec myśli rodowitych Amerykanów, niszczono.
5. Rozpowszechnianie się języka hiszpańskiego.
6. Katastrofalny spadek ludności Mezoameryki (z ok. 25 mln w 1519 r. do 6,3 mln w 1548 r.) na co miały wpływ:
  - działania wojenne i eksterminacja prowadzona przez najeźdźców;
  - napływ „europejskich” chorób epidemicznych, na które organizmy Indian nie były odporne: ospa, gruźlica i inne, do dziś nie rozpoznane (cocolixtli, mitlazáhuatl);
  - zniewolenie Indian, nadmierna eksploatacja miejscowej siły roboczej, katorżnicza praca, tępienie kapłanów i niszczenie miejsc kultu doprowadziło do powstrzymywania się od prokreacji, świadomą rezygnację ze stosunków seksualnych, zbiorowe samobójstwa (dla wielu Indian życie, jakie im zostało narzucone, nie miało żadnej wartości ani najmniejszego sensu).

## W kulturze popularnej
- System metra w Meksyku ma stację nazwaną ku czci tlatoani Metro Montezuma.
  - Montezuma jest bohaterem gier komputerowych:
    - Montezuma’s Revenge
    - W cyklu Civilization (I–IV) – Montezuma II jest przywódcą azteckiej cywilizacji (w części piątej i szóstej tej gry zastąpił go krewny jego ojca Montezuma I[2])
    - Age Of Empires II: The Conquerors – gra ma kampanię o tym okresie o nazwie Montezuma. Z narracji i akcji wynika jednak, że prawdziwym bohaterem jest Cuauhtémoc.
    - The Binding of Isaac: Repentance+ - W grze istnieje przedmiot "Montezuma's Revenge". Nazwa odwołuje się do potocznego zwrotu, który oznacza silną biegunkę u podróżnych, która występuje na skutek spozycia lub kontaktu z zanieczyszczoną wodą oraz jedzeniem.

  - Montezuma jest postacią w kilku operach:
    - Montezuma – muzyka Carl Heinrich Graun (1755), libretto Fryderyk II Wielki;
    - Motezuma – muzyka Antonio Vivaldi (1733), libretto Girolamo Giusti;
    - Motezuma, La conquista del Messico – muzyka Gian Francesco de Majo (1765), libretto Vittorio Amadeo Cigna-Santi;
    - Die Eroberung von Mexico – muzyka Wolfgang Rihm (1987/91), libretto Antonin Artaud.